# Macrobrachium purpureamanus
Macrobrachium purpureamanus is een garnalensoort uit de familie van de Palaemonidae. De wetenschappelijke naam van de soort is voor het eerst geldig gepubliceerd in 1999 door Wowor.